# Rugiero
Rugiero (en italiano, Ruggero) es un personaje en los poemas épicos románticos italianos Orlando Innamorato (1486), de Matteo Maria Boiardo, y Orlando furioso (1516), de Ludovico Ariosto. Rugiero había aparecido originalmente en el poema épico francés Aspremont, del siglo XII, que fue reescrito por Andrea da Barberino como el libro de caballerías Aspramonte. En las obras de Boiardo y Ariosto se le describe como un antepasado de los mecenas de los dos poetas, la familia Este de Ferrara, y juega un rol principal en los dos poemas. 
Boiardo cuenta (introduciéndole al inicio de su segundo libro) que es un guerrero muy valiente, cuyo escudo lleva una águila blanca en un campo azul y de quien descenderán los Este, a los que va dirigido el poema. En los poemas de Boiardo y Ariosto, Rugiero es hijo de un caballero cristiano (Rugiero II de Regio de Calabria, un descendiente de Astianacte, hijo de Héctor de Troya) y de una dama sarracena (Galaciela, hija de Agolante, rey de África). Cuando el padre de Rugiero es traicionado y asesinado, su madre escapa en bote al mar, llegando a las costas de Libia, y muere tras dar a luz a gemelos. Rugiero es criado desde su infancia por el hechicero Atlante en África como un guerrero sarraceno. En la obra de Ariosto, su hermana gemela es Marfisa. Su caballo, que tiene una mancha blanca en la cabeza, se llama Frontino, mientras que su espada es un hada y se llama Balisarda . 
Rugiero, novio de la hermana de Rinaldo, Bradamante, le promete convertirse al cristianismo y unirse a Carlomagno para casarse con ella, pero eso le llevará mucho tiempo, porque Rugiero sigue leal al rey de África Agramante, a pesar de que el padre de este último, Troiano, es precisamente el que había matado al padre de Rugiero en Aspramonte. A pesar de las complicaciones, debido a que Amone, el padre de Bradamante, estaba en contra del matrimonio, prefiriendo a Leone dice Bisanzio, al final los dos amantes consiguen casarse y ser felices, una vez que Rugiero se convierte en cristiano. 
En el Cinque Canti de Ariosto, Rugiero y Bradamante están de hecho casados y Rugiero se convierte en campeón de Carlomagno. 
- Datos: Q1163476
- Multimedia: Ruggiero / Q1163476